# Bostahovine
Bostahovine (cyr. Бостаховине) – wieś w Bośni i Hercegowinie, w Republice Serbskiej, w gminie Srebrenica. W 2013 roku liczyła 272 mieszkańców.